# John Campbell (3e comte de Breadalbane et Holland)
Pour les articles homonymes, voir John Campbell et Campbell.
John Campbell, 3e comte de Breadalbane et Holland (10 mars 1696 - 26 janvier 1782), appelé Lord Glenorchy de 1716 à 1752, est un noble, diplomate et homme politique écossais qui siège à la Chambre des communes de 1727 à 1746.

## Biographie
Il est le fils de John Campbell, 2e comte de Breadalbane et Holland et Henrietta Villiers, fille de Edward Villiers, chevalier maréchal. Il s'inscrit à la Christ Church, Oxford en 1711.
Il est envoyé au Danemark à partir de 1718 et ambassadeur auprès de l'empire russe en 1731. Il est Lord de l'amirauté en 1741 jusqu'à la chute du gouvernement de Robert Walpole l'année suivante.
Il est élu député de Saltash en 1727 et 1734. En 1741, il est élu député d'Orford. En 1745, il est nommé maître du Jewel Office et démissionne de son siège à la Chambre des communes. Le 23 février 1752, il succède à son père, comme comte de Breadalbane et Holland, et devient un pair représentant écossais. En 1756, il obtient une DCL de l'Université d'Oxford et est juge à Eyre, au sud de la Trent, de 1756 à 1765, puis vice-amiral d’Écosse à partir de 1776.

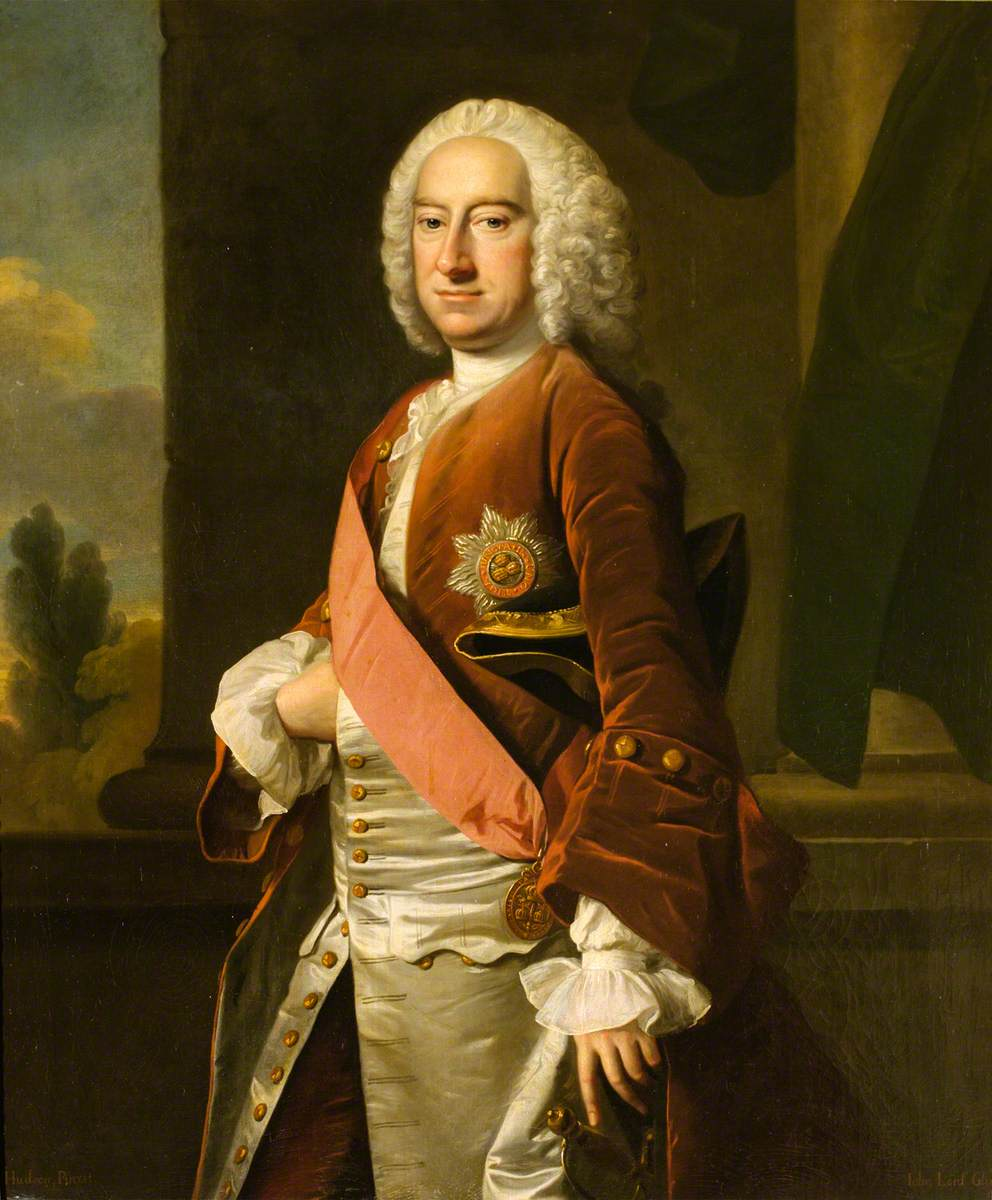
Portrait de John Campbell, Lord Glenorchy, plus tard 3e comte de Breadalbane.

Lord Breadalbane et Holland se marie le 20 février 1717 à Lady Amabel de Grey, fille de Henry Grey (1er duc de Kent) et de son épouse, Jemima Crew. Lady Amabel décède le 2 mars 1726, laissant 2 enfants:
- Henry Campbell (v. 1721 - 12 mai 1727).
- Jemima Campbell, 2e marquise Grey, qui épouse Philip Yorke (2e comte de Hardwicke).

Le comte se marie une deuxième fois avec Arbella Pershall le 23 janvier 1730. Ils ont également 2 enfants:
- George Campbell, Lord Glenorchy (décédé le 24 mars 1744).
- John Campbell, Lord Glenorchy (20 septembre 1738 - 14 novembre 1771) (qui épouse Willielma Campbell).